# Jean-Jacques Chifflet

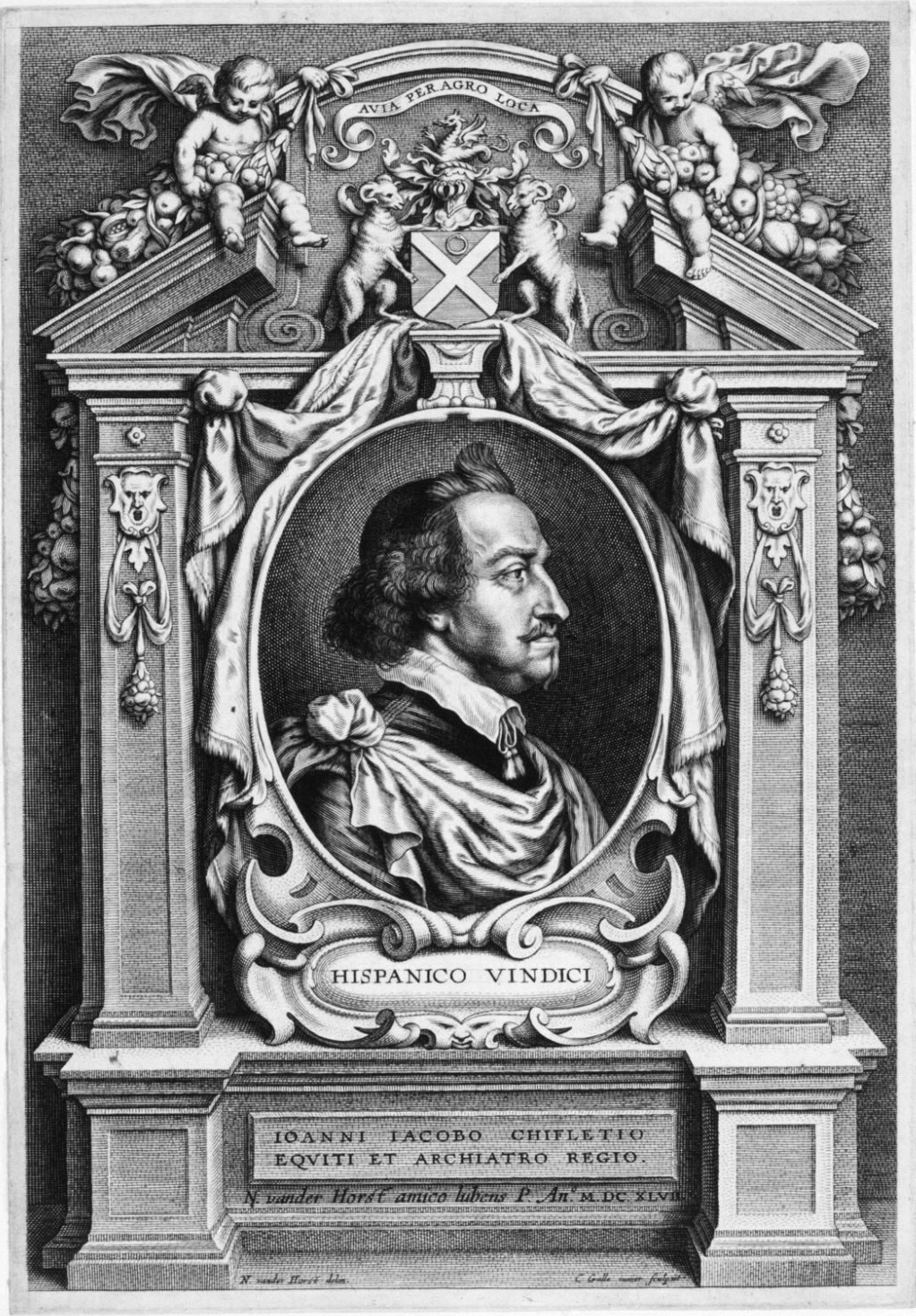
Jean-Jacques Chifflet (1588–1660) (Cornelius Galle o Jovem, 1647)

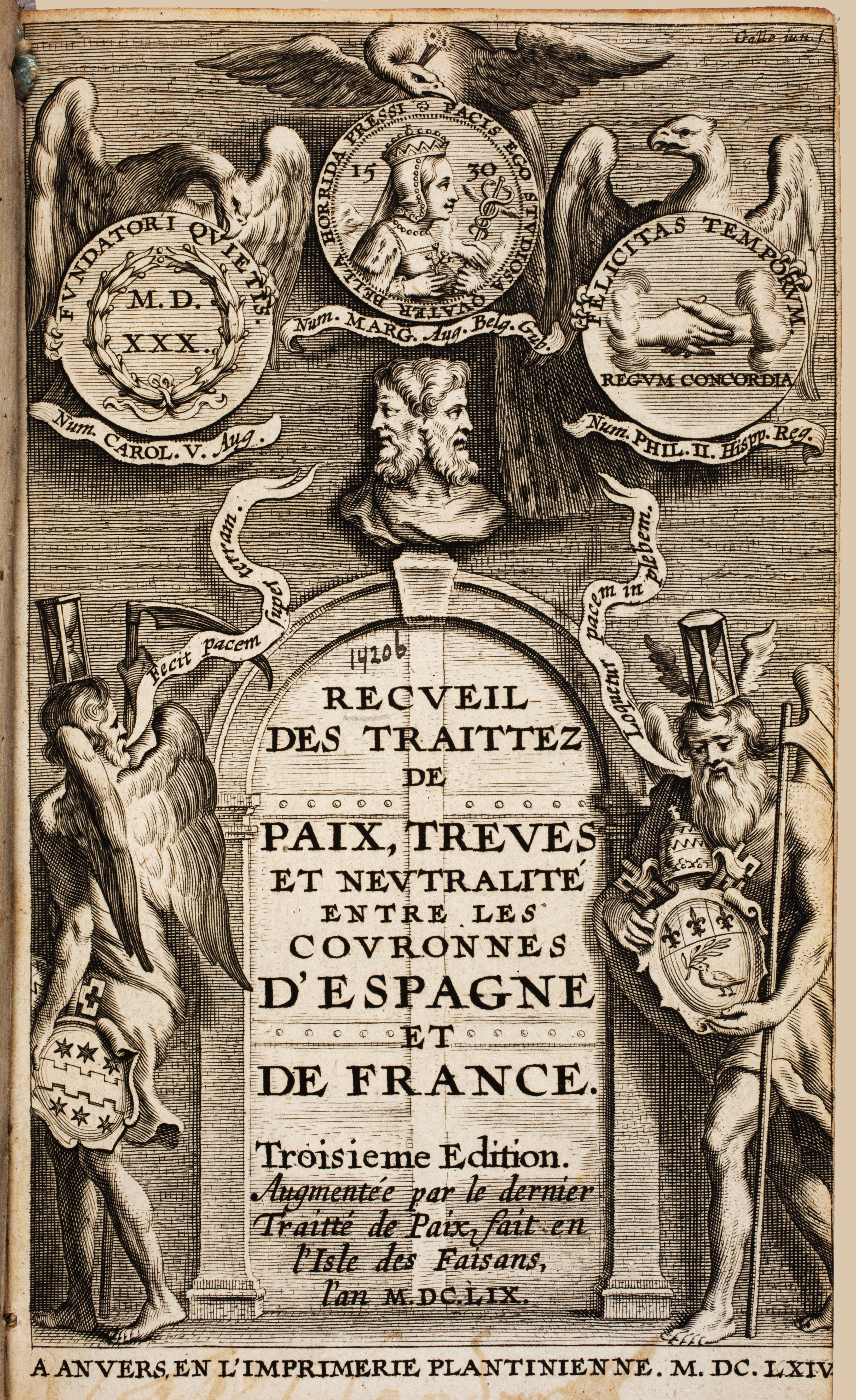
Jean-Jacques Chifflet: Recueil des traittez de paix, trèves et neutralité entre les couronnes d'Espagne et de France, Antérpia 1664.

Jean-Jacques Chifflet (também Chiflet; Besançon, 1588–1660) foi um médico, antiquário e arqueólogo do Condado da Borgonha (atualmente França).

## Vida
Visitou Paris e Montpellier, e viajou para a Itália e Alemanha. Por indicação de Filipe IV de Espanha foi médico da corte de Bruxelas. Desempenhou papel fundamental na controvérsia da década de 1650 sobre o uso da herva dos jesuítas para tratar malária, publicando o panfleto céptico Pulvis Febrifugus Orbis Americani em 1653 após tratar Leopoldo I do Sacro Império Romano-Germânico.
A pedido de seu empregador, o arquiduque Leopoldo Guilherme da Áustria, que era então Governador da Holanda Espanhola, estudou os objetos que haviam sido recuperados da tumba de Quilderico I em Tournai. Em 1655 Chifflet publicou um relatório ilustrado sobre suas descobertas intitulado Anastasis Childerici I. Francorvm Regis, sive Thesavrvs Sepvlchralis Tornaci Neruiorum ... . Atualmente, este relatório é considerado a primeira publicação arqueológica científica do mundo.

## Obras
- Vesontio, civitas imperialis libera, Sequanorum metropolis, Leiden, 1618
- Portus lecius Julius Caesaris, 1627, (locating the Portus Lecius mentioned by Julius Caesar at Mardick)
- Blason des chevaliers de la Toison d'Or, 1632, sobre a Ordem do Tosão de Ouro
- Recueil des Traittez de Paix, Treves et Neutralité entre les couronnes d'Espagne et de France (1643)
- Pulvis Febrifugus Orbis Americani (1653) Available from Google Books (accessed 21 Feb. 2015).
- Anastasis Childerici I. Francorvm Regis, sive Thesavrvs Sepvlchralis Tornaci Neruiorum ... , 1655, from Google Books. Scanned from a volume in the collection of Biblioteca Complutense Ildefonsina.
- Political writings upholding the rights of the House of Austria and Burgundy against France